# Królestwo Nawarry

Królestwo Nawarry (pomarańczowe) ok. 1030

Królestwo Nawarry (łac. Regnum Navarrae, bask. Nafarroako Erresuma) – historyczne królestwo na północy Półwyspu Iberyjskiego, terytorium jednego z plemion baskijskich: Basconum. Wcześniej nazywane Królestwem Pampeluny, obejmowało wszystkie terytoria zamieszkane przez Basków. Istniało w latach 824–1620. Nazwa pochodzi od baskijskiego słowa „nabarra”, używanego w epoce średniowiecza, które oznaczało „wielkie równiny w górach”. Językiem Królestwa Nawarry był język baskijski.
Południowa część królestwa została podbita przez Królestwo Kastylii i Królestwo Aragonii w 1512 r., a tym samym stała się częścią zjednoczonego Królestwa Hiszpanii. Oficjalnym motywem najazdu było nawrócenie niewiernych na chrześcijaństwo. Baskowie zamieszkujący południowe tereny zostali w większości wymordowani, a ci, którzy przeżyli, zostali przesiedleni na inne tereny Hiszpanii. Wszystkie nazwiska przesiedlonych Basków zostały zastąpione nazwiskiem „Navarro”. Cała spuścizna baskijska została zniszczona i spalona. Północna część królestwa pozostała niezależna (inwazji Kastylijczyków najdłużej opierało się Amaiur). W 1589 r. Nawarra została związana z Francją unią personalną, zaś w 1620 r. została formalnie włączona do Francji. Tytuł króla Nawarry zachował się w tytulaturze władców francuskich aż do obalenia monarchii.